# Ungerns Grand Prix 2004
Ungerns Grand Prix 2004 var det trettonde av 18 lopp ingående i formel 1-VM 2004.

## Rapport
Michael Schumacher och Rubens Barrichello i  Ferrari kom att dominera kvalet, där det skiljde nästan 0,4 sekunder till trean Takuma Sato i BAR. Hans stallkamrat Jenson Button tog fjärde startrutan före Fernando Alonso och Antonio Pizzonia i Renault  respektive Williams. I fjärde ledet stod Juan Pablo Montoya i Williams och Giancarlo Fisichella i Sauber följda av Jarno Trulli i Renault och Kimi Räikkönen i McLaren. Felipe Massa i Sauber var den ende av förarna som inte fullföljde sitt kvalvarv och placerades därmed längst bak.
Det kändes som att loppet skulle kunna bli en spännande kamp mellan Ferrari och framförallt BAR - men det visade sig istället bli en uppvisning av Ferrari där Schumacher och Barrichello avverkade de sjuttio varven på Hungaroring prickfritt. Det blev emellertid lite spännande i täten när Ferrarimekanikerna hade ett mindre problem med bränslefiltret i slangen, men detta hade man åtgärdat när både Schumacher och Barrichello hade gått i depå.
Alonso stod i särklass om man bortser från de överlägsna Ferrariförarna i täten. Han gjorde en perfekt start där han passerade både Sato och Button innan första kurvan. En position han sedan ohotad behöll in i mål. Montoya gjorde efter ett halvdant kval en bra start och kom i mål på en hedrande fjärdeplats före Button och Sato som var de största förlorarna i loppet tävlingen på grund av deras dåliga starter. De avslutande poängplatserna togs av Pizzonia, vars dåliga start bidrog till det tämligen bleka resultatet, och Fisichella på den åttonade platsen.
Räikkönen drabbades återigen av problem, denna gången på grund av att elektroniken krånglade på hans bil efter endast tretton körda varv. Trulli fick problem med motorn och fick avbryta tävlingen. Noterbart är att Cristiano da Matta, som fick sparken från i Toyota efter loppet i Tyskland, ersattes av stallets test- och tredjeförare Ricardo Zonta, som dock tvingades bryta loppet.
Ferrari säkerställde i och med dubbelsegern här sin fjortonde konstruktörstitel och Schumachers tangerade sitt eget rekord från 2002 med sin tolfte seger under säsongen.

## Resultat
1. Michael Schumacher, Ferrari, 10 poäng
2. Rubens Barrichello, Ferrari, 8
3. Fernando Alonso, Renault, 6
4. Juan Pablo Montoya, Williams-BMW, 5
5. Jenson Button, BAR-Honda, 4
6. Takuma Sato, BAR-Honda, 3
7. Antonio Pizzonia, Williams-BMW, 2
8. Giancarlo Fisichella, Sauber-Petronas, 1
9. David Coulthard, McLaren-Mercedes
10. Mark Webber, Jaguar-Cosworth
11. Olivier Panis, Toyota
12. Nick Heidfeld, Jordan-Ford
13. Christian Klien, Jaguar-Cosworth
14. Gianmaria Bruni, Minardi-Cosworth
15. Zsolt Baumgartner, Minardi-Cosworth

### Förare som bröt loppet
- Giorgio Pantano, Jordan-Ford (varv 48, växellåda)
- Jarno Trulli, Renault (41, motor)
- Ricardo Zonta, Toyota (31, elektronik)
- Felipe Massa, Sauber-Petronas (21, bromsar)
- Kimi Räikkönen, McLaren-Mercedes (13, elsystem)

## VM-ställning
| Förarmästerskapet 1. Michael Schumacher, Ferrari, 120 2. Rubens Barrichello, Ferrari, 82 3. Jenson Button, BAR-Honda, 65 | Konstruktörsmästerskapet 1. Ferrari, 202 2. Renault, 91 3. BAR-Honda, 83 |